# Cremastus audax
Cremastus audax là một loài tò vò trong họ Ichneumonidae.